# سبادافورا
سبادافورا (بالإيطالية: Spadafora)‏ هي بلدية في مقاطعة ميسينا في صقلية الإيطالية.

## السكان
في سنة 1861 بلغ عدد السكان 2٬777 نسمة، وتطور العدد ليصل في سنة 2011 لـ 5٬091 نسمة.
يظهر هذا المخطط البياني تطور النمو السكاني لـ سبادافورا